# СиЛА (авиакомпания)
ООО «СиЛА» (ООО «Сибирская лёгкая авиация») — авиапредприятие, базирующееся в Магадане, создано в 2006 году. В 2014 году получило сертификат эксплуатанта для осуществления коммерческих перевозок № 552 (решение от 31.01.2014). Офис авиакомпании находится в Иркутске.
В 2020 году авиакомпанией «СиЛА» была приобретена Читинская авиакомпания Аэросервис.

## Флот
По состоянию на февраль 2021 года размер флота ООО «Сибирская лёгкая авиация» составляет 10 самолётов:

## Маршрутная сеть

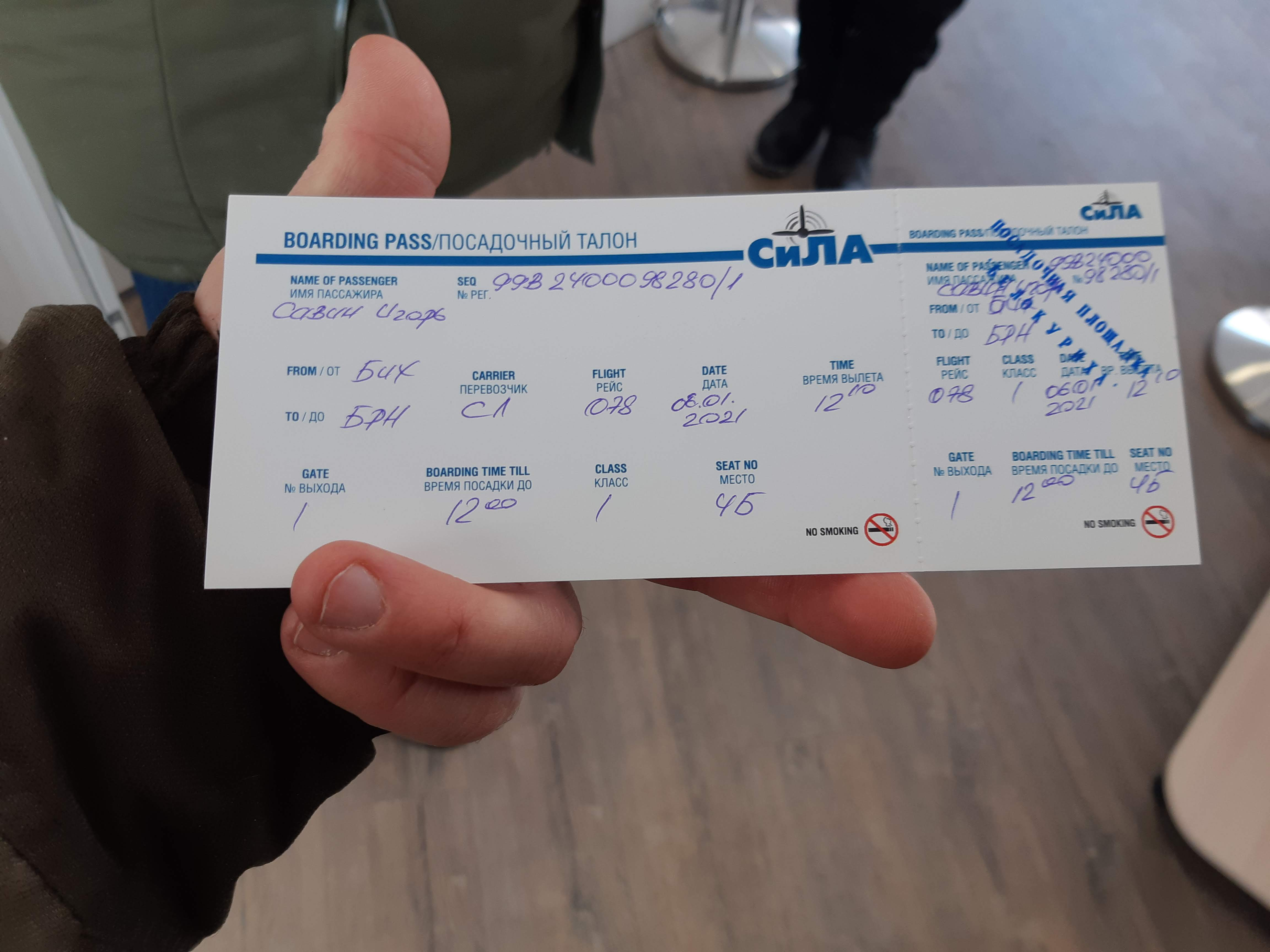
Рукописный посадочный талон на рейс Белокуриха-Барнаул

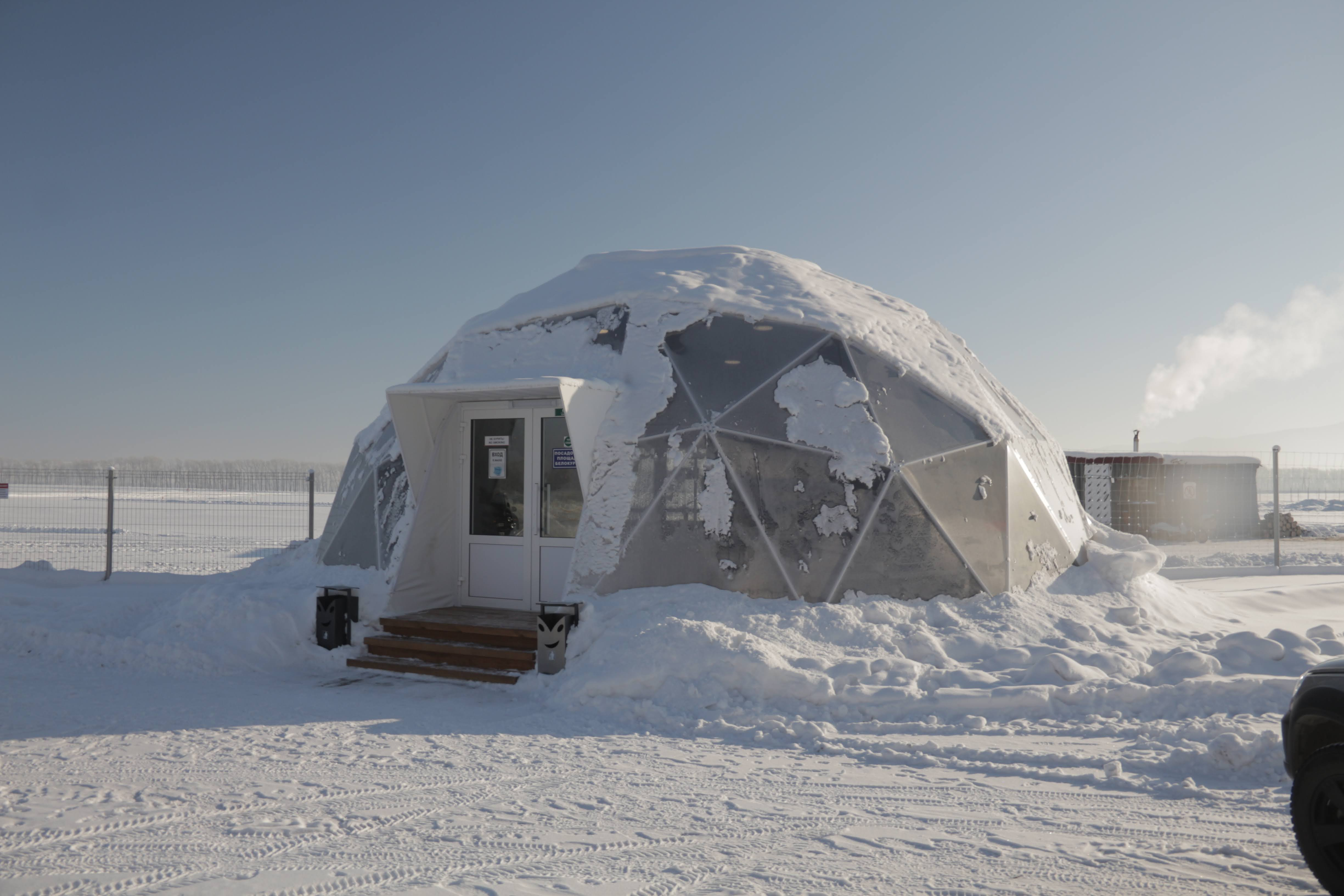
Геокупол для пассажиров на посадочной площадке Белокуриха

Несмотря на небольшой парк воздушных судов маршрутная сеть авиакомпании достаточно обширна. Маршрутная сеть разбита на три региона, называемых «СиЛА в Сибири», «Байкальский Ёхор» и «Колымский привоз».
Обслуживаемые направления по состоянию на 2022 год:
Иркутск ↔ Казачинское, 4-5 рейсов в неделю
Иркутск ↔ Усть-Илимск, каждый день по будням
Магадан ↔ Омолон, один рейс в две недели
Магадан ↔ Омсукчан, 1-2 рейса в неделю
Магадан ↔ Прииск Кубака, до 3 рейсов в неделю, нерегулярно
Магадан ↔ Сеймчан, 1 рейс неделю, нерегулярно
Магадан ↔ Синегорье, 1-3 рейса в неделю
Магадан ↔ Сусуман, 2 рейса в неделю
Магадан ↔ Усть-Омчуг, 1 рейс в неделю
Магадан ↔ Ягодное, 1 рейс в неделю
Помимо регулярных рейсов, оказываются услуги аренды самолётов для частных лиц и организаций.

## Авиационные происшествия
16 июля 2021 года Ан-28, выполнявший рейс Кедровый—Томск, на борту которого находилось 14 пассажиров и 4 члена экипажа совершил аварийную посадку в болоте после отказа двигателей на эшелоне в результате обледенения.
12 сентября 2021 года L-410 дочерней компании «Аэросервис», выполнявший в интересах авиакомпании СиЛА рейс СЛ-51 Иркутск—Казачинское, на борту которого находилось 16 пассажиров и 2 члена экипажа столкнулся с землей при уходе на второй круг. Погибли 4 человека.